# Ponthieva parvula
Ponthieva parvula är en orkidéart som beskrevs av Rudolf Schlechter. Ponthieva parvula ingår i släktet Ponthieva och familjen orkidéer. Inga underarter finns listade i Catalogue of Life.